# José Freire de Oliveira Neto
José Freire de Oliveira Neto (* 9. März 1928 in Apodí; † 10. Januar 2012 in Mossoró) war ein brasilianischer Geistlicher und römisch-katholischer Bischof von Mossoró.

## Leben
José Freire de Oliveira Neto studierte Philosophie an den Seminaren St. Therese in Mossoró und in São Leopoldo sowie Katholische Theologie an der Päpstlichen Universität Gregoriana in Rom. Er absolvierte ein Studium der Erziehungswissenschaft mit Spezialisierung in der Katechese an der Päpstlichen Universität der Salesianer in Rom. Er empfing am 22. September 1956 in Rom durch Luigi Kardinal Traglia die Priesterweihe. Er war Lehrer, Pfarrer, Leiter des Instituto Amantino Câmara, Rektor des Priesterseminars St. Therese, Direktor des Diözesanseminars in São Leopoldo und Bischofsvikar für die Schwesternkongregationen.
Papst Paul VI. ernannte ihn am 3. November 1973 zum Titularbischof von Illici und bestellte ihn zum Weihbischof im Bistum Mossoró. Der Bischof von Mossoró, Gentil Diniz Barreto, spendete ihn am 2. Juni 1974 in der Kapelle des Päpstlichen Brasilianischen Pius-Kollegs in Rom die Bischofsweihe; Mitkonsekratoren waren Frans Janssen CM, emeritierter Apostolischer Vikar von Gimma, und Lucas Moreira Neves OP, Vizepräsident des Päpstlichen Rates für die Laien. Sein bischöflicher Wahlspruch war configuratus morti ejus (Phil, 3, 10; „Sein Tod soll mich prägen“).
Am 21. Mai 1979 wurde er zum Koadjutorbischof von Mossoró ernannt. Mit dem Rücktritt von Gentil Diniz Barreto folgte er ihm – noch während der Militärdiktatur – am 14. März 1984 als Bischof von Mossoró nach.
Er engagierte sich in der brasilianischen Bischofskonferenz Confederação Nacional dos Bispos do Brasil (CNBB) für die Katechese.
Am 15. Juni 2004 nahm Papst Johannes Paul II. sein altersbedingtes Rücktrittsgesuch an.